# Йобе
Йобе (англ. Yobe) — штат на северо-востоке Нигерии. Граничит на севере с Нигером, 6 по площади и 32 по населению штат Нигерии. Административный центр штата — город Даматуру.

## История
Был образован 27 августа 1991 года из западной части штата Борно, на территории штата действуют законы шариата.

## Административное деление
Административно штат делится на 17 ТМУ:
- Бурсари
- Даматуру
- Geidam
- Баде
- Gujba
- Gulani
- Fika
- Fune
- Jakusko
- Karasuwa
- Machina
- Nangere
- Нгуру
- Потискум
- Tarmuwa
- Yunusari
- Yusufari

## Экономика
Штат Йобе — бедный сельскохозяйственный штат Нигерии.